# Carl Adolph von Plessen
Carl Adolph von Plessen (ur. 18 marca 1678 w Schwerin, zm. 30 stycznia 1758 w Kopenhadze) – duński polityk.
Pełnił ważne funkcje państwowe do roku 1733, gdy zwolnił go król Chrystian VI Oldenburg. Jego ojcem był minister Christian Siegfried von Plessen, bratem zaś inny polityk Christian Ludvig von Plessen (1676-1752).
Von Plessen był tajnym radcą stanu i zasiadał w radzie królewskiej od 1721 do 1733 roku, pełnił też funkcje skarbnika żony następcy tronu, w 1733 roku zrezygnował z funkcji publicznych. Był pietystą i wspierał misje religijne w Afryce.
Był odznaczony duńskimi orderami Danebroga (1708), Słonia (1730) i Wierności (1732).